# Internetowa encyklopedia PWN
Internetowa encyklopedia PWN (Polaco para Internet PWN Encyclopedia) es una enciclopedia en línea gratis publicada en polaco por Wydawnictwo Naukowe PWN. Contiene unas 80.000 entradas y 5.000 ilustraciones. 
El inicio enciclopedia se presenta pulsando el contenido enciclopedia en forma de modesto calendario, que contiene enlaces a las contraseñas, por otra parte, se presenta en la imagen, la contraseña y la curiosidad seleccionada y pregunta-respuesta. Este conjunto de datos presenta cambios con cada entrega de la página. Buscar contraseñas es posible utilizando la lista de ventanas o en el motor de búsqueda.